# ألثينغي
ألثينغي (بالآيسلندية: Alþingi) هو البرلمان الوطني في أيسلندا. وهو أحد أقدم البرلمانات في العالم. تأسس الألثينغي في عام 930 في ثينغفيلير (حقول الثينج)، وتقع على بعد حوالي 45 كيلومترا (28 ميلا) شرق ما أصبح فيما بعد عاصمة البلاد، ريكيافيك. حتى بعد اتحاد أيسلندا مع النرويج في عام 1262، ظل الألثينغي يعقد جلساته في ثينغفيلير حتى عام 1800، عندما توقف لمدة 45 عاما. تم ترميمه في 1844 وانتقل إلى ريكيافيك، حيث بقي هناك منذ ذلك الحين. مبنى البرلمان الحالي، ألثينغيسهوس، تم بناؤه في عام 1881، من أحجار أرض أيسلندا.
ويتألف البرلمان من مجلس واحد يتكون من 63 عضوا ينتخبون كل أربع سنوات على أساس التمثيل النسبي لقائمة الحزب.
وينص دستور أيسلندا على وضع ست دوائر انتخابية مع إمكانية زيادة عددها إلى سبعة دوائر انتخابية. وتحدد التشريعات حدود الدوائر الانتخابية وعدد المقاعد المخصصة لكل دائرة انتخابية. ولا يمكن تمثيل أي دائرة انتخابية بأقل من ستة مقاعد. وعلاوة على ذلك، يخصص لكل حزب يزيد على 5 في المائة من الأصوات الوطنية مقاعد على أساس نسبة التصويت الوطني من أجل أن يكون عدد أعضاء البرلمان لكل حزب سياسي متناسبا تقريبا مع دعمه الانتخابي العام. وإذا كان عدد الناخبين الذين يمثلهم كل عضو في البرلمان في دائرة انتخابية واحدة أقل من نصف النسبة المماثلة في دائرة انتخابية أخرى، فإن اللجنة الانتخابية الوطنية الأيسلندية مكلفة بتغيير تخصيص المقاعد لتقليل هذا الاختلاف.
الرئيس الحالي للبرلمان هو ستاينغريمور سيغفوسون الذي يترأس بشكل فعلي.